# Humane
Pour l’article homonyme, voir Humane (film).
Cet article possède un paronyme, voir Humanes.

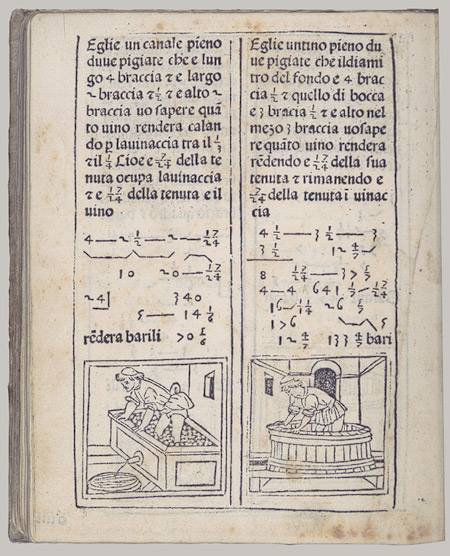
Exemple de typographie humane sur cette arithmétique florentine des années 1490.

Les caractères typographiques de la famille des humanes (selon la classification Vox-Atypi, aussi appelées humanistes ou humanistiques) ont été gravés aux débuts de l’imprimerie, en Italie, en réaction à l’écriture gothique des manuscrits. Inspirés de la minuscule caroline (supposée proche de la cursive romaine) pour le dessin des minuscules, et des capitales épigraphiques des édifices romains pour les majuscules, ils restauraient, dans l’esprit des premiers imprimeurs, l’écriture des Romains, celle qu’avaient connue Cicéron et César.
Les humanes présentent des empattements triangulaires, mais le contraste entre pleins et déliés est encore faible ou inexistant. En outre, les empattements surchargent certaines lettres comme le M et le A (empattement horizontal en partie supérieure).
Il y a aussi une grande hétérogénéité dans cette famille : les imprimeurs travaillaient encore indépendamment les uns des autres, aucun imprimeur ne parvenant à imposer son style jusqu’à Alde Manuce. Les caractères gothiques (particulièrement la « lettre de somme ») étaient préférés des universitaires.
Ce type de caractère a pratiquement disparu de l’édition moderne : on ne le retrouve que dans les livres de la Renaissance. La police Hadriano, de Frederic Goudy (1918), gravée pour Linotype, en rappelle les principaux traits.